# Paramunna subtriangulata
Paramunna subtriangulata là một loài chân đều trong họ Paramunnidae. Loài này được Richardson miêu tả khoa học năm 1908.